# Federico La Penna
Federico La Penna (Roma, 7 agosto 1983) è un arbitro di calcio italiano.

## Carriera
Federico La Penna è arbitro effettivo da gennaio 2000. Appartiene alla sezione AIA di Roma 1.

### Anni 2000
Dopo il classico iter nelle serie minori, nella stagione sportiva 2005-2006 approda a livello nazionale nella ricostituita Commissione Arbitri Interregionale Sperimentale Scambi. Dopo un anno di permanenza, durante il quale fa il suo esordio in Serie D nella partita Noicattaro–Solofra il 12 febbraio 2006, viene promosso definitivamente alla CAN D nella quale rimane in organico per 3 anni.
Nell'agosto 2009 approda alla CAN C, categoria nella quale dirigerà 3 campionati, esordendo in Seconda Divisione il 23 agosto 2009 nella gara Nocerina-Giacomense e in Prima Divisione il 21 marzo 2010 in Figline-Sorrento. Dopo aver diretto 63 gare totali tra Prima e Seconda Divisione, viene promosso dal designatore Stefano Farina in CAN B.

### Anni 2010
Il 25 agosto 2012 fa il suo esordio in Serie B, nel match della 1ª giornata tra Pro Vercelli e Ternana. Al termine della stagione ha diretto in totale 17 gare, riuscendo anche ad esordire in Serie A. Il 19 maggio 2013 dirige Atalanta-Chievo, valida per l’ultima giornata della Serie A 2012-2013.
La stagione 2017-2018 segna la svolta nella sua carriera, raggiungendo traguardi importanti, festeggiando la 100ª presenza in Serie B nel derby pugliese Bari-Foggia del 26 novembre 2017 e collezionando 3 nuove presenze in Serie A. Il 27 maggio 2018 ritira presso la sezione di Bologna il Premio Giorgio Bernardi, destinato al miglior arbitro debuttante nella massima serie, ed il 16 giugno seguente è designato per dirigere la finale di ritorno dei play-off di Serie B  tra Frosinone e Palermo che vede la promozione del Frosinone in Serie A (2-0).

### Anni 2020
A seguito dell'indagine e del processo viene squalificato insieme ad altri colleghi della CAN per delle irregolarità (amministrative) sui rimborsi spese dalla Commissione disciplinare dell'AIA. Il 9 maggio 2022, al termine della squalifica, viene designato come quarto ufficiale nell'ultima giornata di serie A 2021-2022 per la gara tra Genoa-Bologna.
Il 4 gennaio 2023, nell'ambito di una collaborazione tra l'AIA e la Federazione Cipriota, è VAR in AEK Larnaca-Paphos, partita del massimo campionato di Cipro, diretta dal connazionale Daniele Doveri.
Il 26 aprile dello stesso anno, nell'ambito di una collaborazione tra la Federazione Cipriota e l'AIA, viene chiamato ad arbitrare AEL Limassol-Olympiakos Nicosia, valida per le semifinali della Coppa Nazionale di Cipro, coadiuvato al VAR dal connazionale Luca Zufferli.
Nella stagione 2023-2024 viene designato dalla commissione per 15 gare di Serie A, in serie B è stato utilizzato per 2 gare, arbitrando alla prima e all'ultima giornata del campionato cadetto.
Il 24 aprile 2024 arbitra la semifinale di ritorno di Coppa Italia tra Atalanta e Fiorentina e il 23 Maggio la Finale dei Play-out di Serie B tra Ternana e Bari.
Al termine della stagione 2023-2024 ha arbitrato in totale 71 gare in Serie A e 120 in Serie B.